# 故郷のように
「故郷のように」（ふるさとのように）は、1963年3月に発売された西田佐知子のシングルレコードである。発売元はポリドール・レコード（現：ユニバーサルミュージック）。品番：DJ-1322。

## 解説
表題曲「故郷のように」は、日本のテレビ黎明期に放送されたNHK総合テレビジョンのバラエティ番組『夢であいましょう』内コーナー「今月のうた」から生まれた楽曲である。
演奏は、宮間利之とニューハード。

## 収録曲
- 全作詞：永六輔 作編曲：中村八大

1. 故郷のように
  - NHK「夢であいましょう」昭和37年12月の歌。
2. どうなるの？

## 収録作品
故郷のように
- GOLDEN☆BEST 西田佐知子（2003年：UICZ-6041）
- ベストヒット&カラオケ 西田佐知子（2006年：UPCY-6167）

- 西田佐知子 魅惑のヒット集ベリーベスト（2006年：EJS-5）
- 西田佐知子歌謡大全集（2007年：UPCY-9096/100）
- 西田佐知子 エッセンシャル・ベスト（2007年：UPCY-9137）
- 初めての街で 〜西田佐知子ベストセレクション〜（2009年：UPCY-6543）